# Treinta y dos
El treinta y dos (32) es el número natural que sigue al treinta y uno y precede al treinta y tres.

## Propiedades matemáticas
- Es un número compuesto, que tiene los siguientes factores propios: 1, 2, 4, 8 y 16. Como la suma de sus factores es 31 < 32, se trata de un número defectivo.
- 32 es la quinta potencia de dos.
- 32 = 11 + 22 + 33
- Es un número de Leyland ya que 42 + 24 = 32.
- Es el noveno número feliz.
- Un número práctico.

## Características

### En ciencias naturales
- Es el número atómico del germanio (Ge).
- Es el punto de congelación del agua en grados Fahrenheit.
- El objeto de Nuevo Catálogo General NGC 32, una estrella en la constelación de Pegaso.
- Messier 32, una galaxia de magnitud 9.0 en la constelación de Andrómeda.
- El número de dientes de un conjunto completo de dientes en un humano adulto, incluidas las muelas del juicio.

### En tecnología
- Es el número de bits de un bus de datos (32 bits).
- En ASCII y Unicode, es el código para el carácter espacio.
- Es el código telefónico internacional de Bélgica (+32).

### En otros campos
- Es el número total de piezas en el ajedrez.
- Es el número de equipos que han participado en cada torneo final de la Copa Mundial de la FIFA desde 1998.
- Es el número de paneles de cuero o material sintético con los que se hace típicamente la pelota por las competiciones de la FIFA.
- Es el calibre .32 ACP.
- Es el número de condados tradicionales de Irlanda.
- Es el número promedio de páginas de un Comic book (sin incluir la cubierta).
- Es el número de los Caminos de Sabiduría en la Kabbalah.
- Es el número de las características físicas de Buda según el Canon Pali.
- Es el número de las formas de Ganesha según el Mudgala Purana.
- El número de sonatas para piano numeradas y completadas por Ludwig van Beethoven.
- El nombre de una canción de Van Morrison en el álbum New York Sessions '67
- El nombre del cuarto álbum de la banda inglesa Reverend and the Makers.
- La canción "32 Pennies" del álbum debut de Warrant en 1989 Dirty Rotten Filthy Stinking Rich.
- El nombre de una canción del grupo de electro-rock Carpark North.
- La canción "32 Ways To Die" del álbum Half Hour of Power de Sum41.
- El título "Treinta y dos cortometrajes sobre Glenn Gould", protagonizada por Colm Feore.
- La canción "The Chamber of 32 doors" del álbum The Lamb Lies on Broadway de Genesis.